# 五香豆
五香豆，又称奶油五香豆、老城隍庙五香豆，是一种上海地区的传统豆类零嘴，用蚕豆制作，以茴香、桂皮、精盐、白糖、香精、奶油等佐料精制而成，味道微带甜味，清醇可口、色泽光洁，生津开胃，是上海城隍庙的特色食品。

## 历史
奶油五香豆是由1920年代逃荒到沪的江苏扬中人郭瀛州在茴香豆的基础上，通过选豆、煮豆、用料配方等方面改进研制出五香豆，由于采用糖精、食盐、奶油香精等配制而成，故称「奶油五香豆」。1939年9月，在上海城隍庙生意兴隆的郭瀛州将小店铺更名为「兴隆郭记号」，逐渐成为了「上海老城隍庙冰糖奶油豆大王」，名噪一时。1945年开始，在上海城隍庙内先后出现了陆记、吴记、王记、陈记、张记等近10家专营与兼营的奶油五香豆摊位。1948年，郭瀛州四弟郭宗喜开出「与隆郭记」老城隍庙五香豆，二弟与三弟与其他同仁四人打出了「兄弟字号」奶油五香豆。
1956年，中共推行公私合营，「兴隆郭记号」及其与上海城隍庙其他近十个五香豆摊贩被合并入五香豆商店，奶油五香豆日产量达到3000公斤左右。在销售高峰期，每人限购2斤依然供不应求。1960至1970年代奶油五香豆曾被列为特供商品，一度成为上海的传统特色食品提供给外宾。文革後，五香豆商店与大华瓜子厂合并为南市炒货厂，后改名为上海老城隍庙五香豆食品有限公司，成为上海本土上市公司豫园商城的控股子公司，生产能力為日产3萬斤。

## 制作工艺
现代生产的五香豆在工艺上也与传统五香豆使用铁锅、紫铜锅手工烧制蚕豆有所不同，在配料上采用液体香料，在烧煮上改用蒸汽与不锈钢的隔层锅并形成了规模化生产。

## 营养价值
蚕豆蛋白中的8种必需氨基酸，除甲硫胺酸和色氨酸含量稍低外，其余6种含量都较高，其中以赖氨酸和亮氨酸的含量最为丰富。另外，蚕豆中还富含维生素，含量均超过稻米和小麦，维生素A达50μg/100g，维生素B2含量为0.2mg/100g。蚕豆中维生素其矿物质钙、磷、铁、锌的含量也高于其它禾谷类作物。